# Медаль Джона Бейтса Кларка
Медаль Джона Бейтса Кларка (англ. John Bates Clark Medal) — награда, вручаемая Американской экономической ассоциацией с 1947 года раз в два года, а с 2009 года каждый год, молодым (до 40 лет) американским экономистам за совокупность научных достижений. Названа в честь известного американского экономиста Дж. Б. Кларка. 15 экономистов, награждённых медалью, в дальнейшем стали лауреатами Премии по экономике памяти Альфреда Нобеля.

## Лауреаты медали
- 1947 —  Пол Самуэльсон
- 1949 — Кеннет Боулдинг
- 1951 —  Милтон Фридман
- 1953 — медаль не присуждена
- 1955 —  Джеймс Тобин
- 1957 —  Кеннет Эрроу
- 1959 —  Лоуренс Клейн
- 1961 —  Роберт Солоу
- 1963 — Хендрик Хаутаккер
- 1965 — Цви Грилихес
- 1967 —  Гэри Беккер
- 1969 — Марк Нерлов
- 1971 — Дэйл Йоргенсон
- 1973 — Франклин Фишер
- 1975 —  Дэниел МакФадден
- 1977 — Мартин Фельдстейн
- 1979 —  Джозеф Стиглиц
- 1981 —  Майкл Спенс
- 1983 —  Джеймс Хекман
- 1985 — Джерри Хаусман
- 1987 — Сэнфорд Гроссман
- 1989 — Дэвид Крепс
- 1991 —  Пол Кругман
- 1993 — Лоуренс Саммерс
- 1995 —  Дэвид Кард
- 1997 — Кевин Мерфи
- 1999 — Андрей Шлейфер
- 2001 — Мэттью Рабин
- 2003 — Стивен Левитт
- 2005 —  Дарон Аджемоглу
- 2007 — Сьюзан Эйти
- 2009 — Эммануэль Саез
- 2010 —  Эстер Дюфло
- 2011 — Джонатан Левин[англ.]
- 2012 — Эми Финкельштейн
- 2013 — Радж Четти[англ.]
- 2014 — Мэтью Гентцков[англ.]
- 2015 — Роланд Фрайер[англ.]
- 2016 — Юлий Санников
- 2017 — Дейв Дональдсон[англ.]
- 2018 — Параг Патак[англ.]
- 2019 — Эми Накамура
- 2020 — Мелисса Делл[англ.]
- 2021 — Исайя Эндрюс[англ.]
- 2022 — Олег Ицхоки
- 2023 — Габриэль Цукман
- 2024 — Филипп Штрак[нем.]
- 2025 — Стефани Станчева